# Kabinett Liinamaa
Das Kabinett Liinamaa war das 57. Kabinett in der Geschichte Finnlands. Es amtierte vom 13. Juni 1975 bis zum 30. November 1975. Nach dem Rücktritt von Ministerpräsident Kalevi Sorsa setzte Präsident Urho Kekkonen Neuwahlen für den 21./22. September 1976 an und berief eine geschäftsführende Regierung, die im Amt blieb, bis sich die Parteien nach der Wahl auf eine neue Regierung verständigt hatten.

## Minister
| Ressort                                             | Name              | Amtszeitbeginn | Amtszeitende      |
| --------------------------------------------------- | ----------------- | -------------- | ----------------- |
| Ministerpräsident                                   | Keijo Liinamaa    | 13. Juni 1975  | 30. November 1975 |
| Stellvertretender Ministerpräsident                 | Olavi J. Mattila  | 13. Juni 1975  | 30. November 1975 |
| Minister im Büro des Ministerpräsidenten            | Pekka Ahtiala     | 13. Juni 1975  | 30. November 1975 |
| Äußeres                                             | Olavi J. Mattila  | 13. Juni 1975  | 30. November 1975 |
| Minister im Außenministerium                        | Arvo Rytkönen     | 13. Juni 1975  | 30. November 1975 |
| Justiz                                              | Inkeri Anttila    | 13. Juni 1975  | 30. November 1975 |
| Inneres                                             | Heikki Koski      | 13. Juni 1975  | 30. November 1975 |
| Minister im Innenministerium                        | Aarno Strömmer    | 13. Juni 1975  | 30. November 1975 |
| Verteidigung                                        | Erkki Huurtamo    | 13. Juni 1975  | 30. November 1975 |
| Finanzen                                            | Heikki Tuominen   | 13. Juni 1975  | 30. November 1975 |
| Minister im Finanzministerium                       | Teuvo Varjas      | 13. Juni 1975  | 30. November 1975 |
| Bildung                                             | Lauri Posti       | 13. Juni 1975  | 30. November 1975 |
| Land- und Forstwirtschaft                           | Veikko Ihamuotila | 13. Juni 1975  | 30. November 1975 |
| Verkehr                                             | Esa Timonen       | 13. Juni 1975  | 30. November 1975 |
| Handel und Industrie                                | Arvo Rytkönen     | 13. Juni 1975  | 30. November 1975 |
| Minister im Ministerium für Handel und Industrie    | Jorma Uitto       | 13. Juni 1975  | 30. November 1975 |
| Soziales und Gesundheit                             | Alli Lahtinen     | 13. Juni 1975  | 30. November 1975 |
| Minister im Ministerium für Soziales und Gesundheit | Grels Teir        | 13. Juni 1975  | 30. November 1975 |
| Arbeit                                              | Ilmo Paananen     | 13. Juni 1975  | 30. November 1975 |